# UFC Live: Sanchez vs. Kampmann
UFC Live: Sanchez vs. Kampmann est un événement de mixed martial arts ayant été tenu par l'Ultimate Fighting Championship le 3 mars 2011 au KFC Yum! Center de Louisville, Kentucky,.  L'événement a été diffusée sur la chaine Versus aux États-Unis et sur Rogers Sportsnet One au Canada. Cet événement a été le premier diffusé en 3D.

## Historique
Ce fut le premier événement tenu au Kentucky. Le résultat du combat principal entre Sanchez et Kampmann fut controversé, certains voyant Kampmann plus précis et touchant avec plus de précision, d'autres voyant Sanchez comme plus agressif et offensif.

## Résultats

### Carte préliminaire
- Light Heavyweight:  Igor Pokrajac vs.  Todd Brown

Pokrajac bat Brown par TKO (strikes) à 5:00 du round 1.
- Middleweight:  Rousimar Palhares vs.  Dave Branch

Palhares bat Branch par soumission (clé de genou) à 1:44 du round 2.
- Middleweight:  Rob Kimmons vs.  Dongi Yang

Yang bat Kimmons par TKO (punches) à 4:47 du round 2.
- Bantamweight:  Takeya Mizugaki vs.  Reuben Duran

Mizugaki bat Duran par décision unanime (30–27, 27–30, 29–28).
- Lightweight:  Thiago Tavares vs.  Shane Roller

Roller bat Tavares par KO (punches) à 1:28 du round 2.

### Carte préliminaire diffusée sur Facebook
- Lightweight :  Joe Stevenson vs.  Danny Castillo

Castillo bat Stevenson par décision unanime (30–27, 29–28, 29–28).
- Light Heavyweight:  Steve Cantwell vs.  Cyrille Diabaté

Diabaté bat Cantwell par décision unanime (30–27, 30–25, 30–26).

### Carte principale
- Bantamweight:  Brian Bowles vs.  Damacio Page

Bowles bat Page par soumission technique (guillotine choke) à 3:30 du round 1.
- Middleweight:  Alessio Sakara vs.  Chris Weidman

Weidman bat Sakara par décision unanime (30–27, 30–27, 30–27).
- Middleweight:  C.B. Dollaway vs.  Mark Muñoz

Muñoz bat Dollaway par KO (punches) à 0:54 du round 1.
- Welterweight:  Diego Sanchez vs.  Martin Kampmann

Sanchez bat Kampmann par décision unanime (29–28, 29–28, 29–28).

## Bonus de la soirée
Les lauréats du bonus du combat de la soiréé ont reçu la somme de 160 000 $, tandis que les bonus de KO et soumission de la soirée ont été récompensés par la somme de 40 000 $.
- Combat de la soirée : Diego Sanchez vs. Martin Kampmann
- KO de la soirée : Shane Roller
- Soumission de la soirée : Brian Bowles